# بیگودی

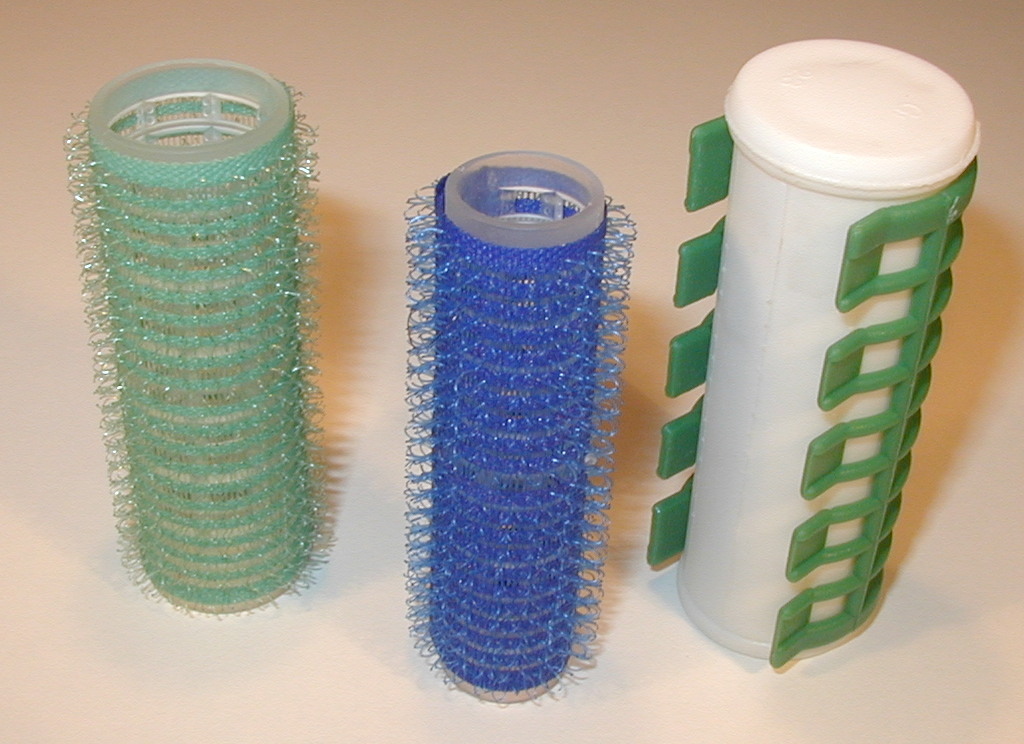
چند نمونه بیگودی

بیگودی (به فرانسوی: bigoudi) یا موپیچ وسیله‌ای پلاستیکی و معمولاً به شکل لوله‌ای تو خالی است. نوع دیگری از آن لوله‌ای تو پر دارای پوشش ناکامل است، که برای فر زدن مو به کار می‌رود.
نام بیگودی در واقع یک وام‌واژه از زبان فرانسوی است، اگر چه اصل این واژه احتمالاً سوئیسی است.

## نحوهٔ اثر
زمانی که مو به دور بیگودی پیچیده و خشک می‌شود، پیوندهای هیدروژنی موجود در کورتکس مو شکسته می‌شود و در نتیجه مو حالت فر پیدا می‌کند. اگر مو شسته شود، مواجهه با آب باعث تشکیل دوبارهٔ پیوندهای هیدروژنی می‌شود و مو به حالت قبلی خود (بدون فر) بر می‌گردد.